# Talbert Shumba
Talbert Tanunurwa Shumba (ur. 12 maja 1990) – zimbabwejski piłkarz grający na pozycji bramkarza. Od 2021 jest zawodnikiem klubu Free State Stars FC.

## Kariera klubowa
Swoją karierę piłkarską Shumba rozpoczął w klubie Dynamos FC. W 2010 roku zadebiutował w nim w pierwszej lidze. Wraz z Dynamos wywalczył wicemistrzostwo Zimbabwe w sezonie 2010 oraz dublet (mistrzostwo i Puchar Zimbabwe) w sezonie 2011. W latach 2012–2014 grał w FC Platinum, z którym zdobył krajowy puchar w 2014. Z kolei w latach 2015-2020 występował w Chapungu United. W sezonie 2020/2021 był piłkarzem zambijskiego klubu Nkana FC.
Latem 2021 Shumba przeszedł do południowoafrykańskiego Free State Stars FC, w którym zadebiutował 22 sierpnia 2021 w przegranym 0:1 domowym meczu z Platinum City Rovers FC.

## Kariera reprezentacyjna
W reprezentacji Zimbabwe Shumba zadebiutował 7 czerwca 2019 w zremisowanym 2:2 (i wygrana w karnych 5:4) meczu COSAFA Cup 2019 z Lesotho, rozegranym w Durbanie. W 2022 roku został powołany do kadry na Puchar Narodów Afryki 2021. Na tym turnieju rozegrał jeden mecz grupowy, z Gwineą (2:1).